# بانگیلا
بانگیلا (به لاتین: Bangila) یک روستا در بنگلادش است که در استان باریسال و در ناحیه باریسال واقع شده است.